# 林昀希
林昀希（Linda Lin，1987年1月10日—），高中畢業於華岡藝校表演藝術科，大學就讀文化大學國劇系，求學時期開始累積自己的表演經驗，拍過不少人氣歌曲的MV。在2020年出演三立台灣台八點檔「天之驕女」演出反派小三劉千娜，再度提升知名度。

## 電視劇
| 年份   | 頻 道                  | 劇名                   | 角色   | 性質       |
| 2008年 | 八大電視台             | 《霹靂MIT》            | 姚千慧 |            |
| 2014年 | 東森幼幼台             | 《萌學園6復活之戰》    | 狄蜜莉 |            |
| 2016年 | 客家電視台             | 《明天一起去樂園》     | 楊曉真 |            |
| 2017年 | 大愛電視台             | 《清風無痕》           | 林秋月 |            |
| 2017年 | 台視、三立都會台       | 《噗通噗通我愛你》     | 美妙   | 客串       |
| 2018年 | 三立都會台、東森綜合台 | 《姊的時代》           | 尹柔昕 |            |
| 2018年 | 愛奇藝                 | 《浪花嬌娃之怒海神拳》 | 莫允曦 |            |
| 2019年 | 三立都會台、東森綜合台 | 《必勝大丈夫》         | 黃天虹 | 第二女主角 |
| 2019年 | 東森戲劇台             | 《美味滿閣》           | 何芳蓉 | 第二女主角 |
| 2020年 | 三立台灣台             | 《天之驕女》           | 劉千娜 |            |
| 2023年 | 三立台灣台             | 《天道》               | 朱晴天 |            |
| 2024年 | 優酷                   | 《關於未知的我們》     | 林黛玲 |            |

## 電視電影/迷你劇集
| 年份 | 電視台 | 劇名                  | 角色   | 性質 |
| 2014 | 公視   | 公視學生劇展-房子     | 曉晶   | 主角 |
| 2014 | 公視   | 公視人生劇展-我愛親家 | 張婷婷 | 配角 |

### 電影
| 年份   | 片名             | 角色         | 性質 |
| 2010年 | 一個夜晚         | 女服務生－婷 | 主角 |
| 2016年 | 萌學園：尋找磐古 | 狄蜜莉       | 主角 |

## 音乐录影带(MV)
| 年份 | 歌手   | 歌名               |
| ---- | ------ | ------------------ |
| 2008 | 丁噹   | 《猜不透》         |
| 2009 | 品冠   | 《比想像更想你》   |
| 2011 | 戚薇   | 《如果愛忘了》     |
| 2012 | S.H.E  | 《心還是熱的》     |
| 2012 | 側田   | 《很想說再見》     |
| 2012 | 李唯楓 | 《轉身看到你》     |
| 2012 | 張芸京 | 《我沒有瘋》       |
| 2012 | 梁靜茹 | 《小愛情》         |
| 2012 | 黃小琥 | 《該放手了》       |
| 2013 | 薛凱琪 | 《諸葛亮》         |
| 2014 | 林俊逸 | 《遊牧》           |
| 2019 | 沈安   | 《別再再再》       |
| 2019 | 信     | 《為你著魔》       |
| 2021 | 吳蓓雅 | 《七點半的飛行機》 |

## 廣告代言

### 廣告
- 《 2014 》7-11 冬季火鍋菜藍篇
- 《 2015 》A.SO.阿瘦皮鞋 愛的旅行時光篇
- 《 2015 》肯德基 夏宴野餐桶篇
- 《 2015 》哈根達斯 愛何需複雜篇
- 《 2018 》新安東京海上 小心上路篇
- 《 2018 》IKEA 2019新品型錄-新生活篇
- 《 2018 》統一麵 全世界最專一A君篇
- 《 2018 》統一麵 這地球最善變B女篇
- 《 2019 》遠傳電信 愛的教育篇

## 外部連結
- 林昀希的Facebook專頁
- 林昀希的Instagram帳戶
- 林昀希的新浪微博